# Irena Madlová
Irena Madlová ist eine ehemalige tschechische Biathletin.
Irena Madlová gewann 1993 und 1994 die Biathlon-Wettkampf in Jilemnice in der Altersgruppe der Juniorinnen. Daraufhin wurde sie in den tschechischen Nationalkader im Biathlonsport aufgenommen. Sie feierte ihren größten internationalen Erfolg, als sie als Startläuferin der tschechischen Staffel an der Seite von Jitka Simunková und Irena Tomšová die Bronzemedaille bei den Biathlon-Europameisterschaften 1997 in Windischgarsten gewann.